# Wybory prezydenckie w Dżibuti w 2011 roku
Wybory prezydenckie w Dżibuti w 2011 roku – wybory na urząd prezydenta Dżibuti oraz zorganizowane 8 kwietnia 2011. 
Do kandydowania o urząd prezydenta na 6-letnią kadencję stanął prezydent Ismail Omar Guelleh, rządzący krajem od 1999 i kandydat opozycji Mohamed Warsama Ragueh. Prawo do głosowania miało 152 tys. obywateli.
Przed wyborami w lutym i marcu 2011 doszło do wystąpień antyprezydenckich. Guelleh zmienił konstytucję, tak aby mógł rządzić przez trzecią kadencję. Zostało to skrytykowane przez część ludności kraju. Ponadto Partia Guelleha sprawuje władzę w kraju nieprzerwanie od uzyskania niepodległości w 1977 r.. Demonstracje były rozpędzane przez policję przy użyciu gazu łzawiącego i pałek. Kolejne protesty zostały powstrzymane poprzez aresztowanie ponad 300 opozycjonistów.
Unia Afrykańska, USA i Francja wysłała obserwatorów na wybory. Wybory zostały zbojkotowane przez główne ugrupowania opozycyjne i uznane na nieuczciwe.
Wybory wygrał urzędujący prezydent Ismail Omar Guelleh uzyskując 89 942 głosy (80,63%). Kandydat opozycji zdobył poparcie 21 605 osób (19,37%). Frekwencja wyniosła 69.7%.